# Episodi di Petticoat Junction (quinta stagione)
La quinta stagione della serie televisiva Petticoat Junction è andata in onda negli Stati Uniti dal 9 settembre 1967 al 30 marzo 1968 sulla CBS.
| nº | Titolo originale                                       | Prima TV USA      |
| -- | ------------------------------------------------------ | ----------------- |
| 1  | Is This My Daughter?                                   | 9 settembre 1967  |
| 2  | It's Not Easy to Be a Mother                           | 16 settembre 1967 |
| 3  | One Dozen Roses                                        | 23 settembre 1967 |
| 4  | You Know I Can't Hear You When the Thunder is Clapping | 30 settembre 1967 |
| 5  | Pop Goes the Question                                  | 7 ottobre 1967    |
| 6  | A Cottage for Two                                      | 14 ottobre 1967   |
| 7  | Mind If We Join Your Wedding                           | 21 ottobre 1967   |
| 8  | Meet the In-Laws                                       | 28 ottobre 1967   |
| 9  | With This Gown I Thee Wed                              | 4 novembre 1967   |
| 10 | Hawaii Calling                                         | 11 novembre 1967  |
| 11 | Kate's Birthday                                        | 18 novembre 1967  |
| 12 | The Honeymoon is Over                                  | 25 novembre 1967  |
| 13 | A Horse On You, Mr. Bedloe                             | 2 dicembre 1967   |
| 14 | Kate's Day in Court                                    | 9 dicembre 1967   |
| 15 | Uncle Joe and the Master Plan                          | 16 dicembre 1967  |
| 16 | All That Buzzes Ain't Bees                             | 23 dicembre 1967  |
| 17 | All Sales Final                                        | 30 dicembre 1967  |
| 18 | The Power of the Press                                 | 6 gennaio 1968    |
| 19 | Steve, the Apple Polisher                              | 13 gennaio 1968   |
| 20 | The Barber Shop Quartet                                | 20 gennaio 1968   |
| 21 | Higgins Come Home                                      | 27 gennaio 1968   |
| 22 | Girl of Our Dreams                                     | 3 febbraio 1968   |
| 23 | Uncle Joe Runs the Hotel                               | 10 febbraio 1968  |
| 24 | Billie Jo's First Record                               | 17 febbraio 1968  |
| 25 | Mae's Helping Hand                                     | 24 febbraio 1968  |
| 26 | Bad Day at Shady Rest                                  | 2 marzo 1968      |
| 27 | Cannonball for Sale                                    | 9 marzo 1968      |
| 28 | My Pal Sam                                             | 16 marzo 1968     |
| 29 | Ring-a-Ding-Ding                                       | 23 marzo 1968     |
| 30 | Kate's Homecoming                                      | 30 marzo 1968     |

## Is This My Daughter?
- Prima televisiva: 9 settembre 1967
- Diretto da: Ralph Levy
- Scritto da: Charles Stewart

### Trama
- Guest star: Candace Silvers (bambina), David Watson (Peter), Merie Earle (Little Old Lady), Kirk Scott (Brad), Jack Bannon (Ronnie)

## It's Not Easy to Be a Mother
- Prima televisiva: 16 settembre 1967
- Diretto da: Ralph Levy
- Scritto da: Charles Stewart

### Trama
- Guest star: Herbie Faye (Doodles), Phil Gordon (Charley), Peter Leeds (Syd Sparks), Herb Vigran (Barney Morgan)

## One Dozen Roses
- Prima televisiva: 23 settembre 1967
- Diretto da: James Sheldon
- Scritto da: Dick Conway

### Trama
- Guest star: Tom Lester (Eb Dawson)

## You Know I Can't Hear You When the Thunder is Clapping
- Prima televisiva: 30 settembre 1967
- Diretto da: Ralph Levy
- Scritto da: Dick Conway, Charles Stewart

### Trama
- Guest star:

## Pop Goes the Question
- Prima televisiva: 7 ottobre 1967
- Diretto da: Ralph Levy
- Scritto da: Charles Stewart, Dick Conway

### Trama
- Guest star:

## A Cottage for Two
- Prima televisiva: 14 ottobre 1967
- Diretto da: Ralph Levy
- Scritto da: Dick Conway, Charles Stewart

### Trama
- Guest star:

## Mind If We Join Your Wedding
- Prima televisiva: 21 ottobre 1967
- Diretto da: Ralph Levy
- Scritto da: Charles Stewart, Dick Conway

### Trama
- Guest star: Rufe Davis (Floyd Smoot), Elvia Allman (Selma Plout)

## Meet the In-Laws
- Prima televisiva: 28 ottobre 1967
- Diretto da: Ralph Levy
- Scritto da: Charles Stewart, Dick Conway

### Trama
- Guest star: Hugh Beaumont (Mr. Donald Elliott), Ann Doran (Mrs. Elliott), E. J. Andre (dottor Barton Stuart)

## With This Gown I Thee Wed
- Prima televisiva: 4 novembre 1967
- Diretto da: Ralph Levy
- Scritto da: Joanna Lee

### Trama
- Guest star: Hugh Beaumont (Mr. Donald Elliott), E. J. Andre (dottor Barton Stuart), Ann Doran (Mrs. Elliott)

## Hawaii Calling
- Prima televisiva: 11 novembre 1967
- Diretto da: Ralph Levy
- Scritto da: Charles Stewart, Dick Conway

### Trama
- Guest star: Jimmy Cross (fotografo), Michaelani (usciere), Hank Worden (Luke), Nora Marlowe (Mrs. Quincy), Walter Baldwin (Grandpappy Miller)

## Kate's Birthday
- Prima televisiva: 18 novembre 1967
- Diretto da: Ralph Levy
- Scritto da: Charles Stewart, Dick Conway

### Trama
- Guest star: Elvia Allman (Selma Plout), Barry Kelley (sceriffo), Dick Wilson (Airline Clerk)

## The Honeymoon is Over
- Prima televisiva: 25 novembre 1967
- Diretto da: Ralph Levy
- Scritto da: Dick Conway, Charles Stewart

### Trama
- Guest star: Terry Phillips (Doc Bailey), Jack Bannon (soldato)

## A Horse On You, Mr. Bedloe
- Prima televisiva: 2 dicembre 1967
- Diretto da: Ralph Levy
- Scritto da: Dick Conway

### Trama
- Guest star: William Joyce (Ray Rogers), Charles Lane (Homer Bedloe)

## Kate's Day in Court
- Prima televisiva: 9 dicembre 1967
- Diretto da: Ralph Levy
- Scritto da: Dick Conway, Charles Stewart

### Trama
- Guest star: Jack Bannon (Deputy), John Gilgreen (pubblico ministero), Johnny Eimen (Tommy), Parley Baer (giudice Turner), Ed Stoddard (Mister Black), Lenore Kingston (impiegato), Ralph Manza (Pierre)

## Uncle Joe and the Master Plan
- Prima televisiva: 16 dicembre 1967
- Diretto da: Ralph Levy
- Scritto da: Charles Stewart, Dick Conway

### Trama
- Guest star: Reginald Gardiner (Gaylord Martindale), Sarah Selby (Mrs. Pruit)

## All That Buzzes Ain't Bees
- Prima televisiva: 23 dicembre 1967
- Diretto da: Guy Scarpitta
- Scritto da: Peggy Elliott

### Trama
- Guest star:

## All Sales Final
- Prima televisiva: 30 dicembre 1967
- Diretto da: Ralph Levy
- Scritto da: Charles Stewart, Dick Conway

### Trama
- Guest star: William O'Connell (Mr. Agnew), Sam Edwards (impiegato)

## The Power of the Press
- Prima televisiva: 6 gennaio 1968
- Diretto da: Ralph Levy
- Scritto da: Charles Stewart, Dick Conway

### Trama
- Guest star: Burt Mustin (nonno Jenson), Jack Orrison (Band Member), Geoff Edwards (Jeff Powers), Stanley Fraser (Lem Stacey), Hank Worden (Roy Turlock), Ralph Brooks (Band Member)

## Steve, the Apple Polisher
- Prima televisiva: 13 gennaio 1968
- Diretto da: Ralph Levy
- Scritto da: Dick Conway, Charles Stewart

### Trama
- Guest star: Joi Lansing (Millicent Marshall), Frank Wilcox (J. P. Marshall)

## The Barber Shop Quartet
- Prima televisiva: 20 gennaio 1968
- Diretto da: Ralph Levy
- Scritto da: Charles Stewart, Dick Conway

### Trama
- Guest star: Richard Collier (Quimby), Elvia Allman (Selma Plout), Lynette Winter (Henrietta Plout), Burt Mustin (nonno Miller), Kay E. Kuter (Newt Kiley)

## Higgins Come Home
- Prima televisiva: 27 gennaio 1968
- Diretto da: Ralph Levy
- Scritto da: Charles Stewart, Dick Conway

### Trama
- Guest star: Rufe Davis (Floyd Smoot)

## Girl of Our Dreams
- Prima televisiva: 3 febbraio 1968
- Diretto da: Guy Scarpitta
- Scritto da: Dick Conway, Charles Stewart

### Trama
- Guest star: Paul Hartman (Bert Smedley), Frank Faylen (Ralph), Joan Blondell (Florabelle Campbell), Jane Betts (Passenger)

## Uncle Joe Runs the Hotel
- Prima televisiva: 10 febbraio 1968
- Diretto da: Ralph Levy
- Scritto da: Charles Stewart, Dick Conway

### Trama
- Guest star: Vaughn Taylor (Bill Clayton)

## Billie Jo's First Record
- Prima televisiva: 17 febbraio 1968
- Diretto da: Ralph Levy
- Scritto da: Charles Stewart, Dick Conway

### Trama
- Guest star: Del Moore (Ted Swift), Jay Jostyn (Cameron), J. Pat O'Malley (Maynard)

## Mae's Helping Hand
- Prima televisiva: 24 febbraio 1968
- Diretto da: Guy Scarpitta
- Scritto da: Dick Conway, Charles Stewart

### Trama
- Guest star: Shirley Mitchell (Cousin Mae), Alice Nunn (Mrs. Benson), Rosemary DeCamp (zia Helen), Geoff Edwards (Jeff Powers), Olan Soule (Mr. Benson)

## Bad Day at Shady Rest
- Prima televisiva: 2 marzo 1968
- Diretto da: Ralph Levy
- Scritto da: Charles Stewart, Dick Conway

### Trama
- Guest star: Barry Kelley (sceriffo), Rosemary DeCamp (zia Helen), Paul Hartman (Bert Smedley), Geoff Edwards (Jeff Powers), Alan Reed (bandito)

## Cannonball for Sale
- Prima televisiva: 9 marzo 1968
- Diretto da: Ralph Levy
- Scritto da: Charles Stewart, Dick Conway

### Trama
- Guest star: Owen Bush (Chauffeur), Lurene Tuttle (Mrs. Green), Gavin Gordon (Butler), Charles Lane (Homer Bedloe), Rosemary DeCamp (zia Helen)

## My Pal Sam
- Prima televisiva: 16 marzo 1968
- Diretto da: Ralph Levy
- Scritto da: Dick Conway, Charles Stewart

### Trama
- Guest star: Rosemary DeCamp (zia Helen), Paul Hartman (Bert Smedley)

## Ring-a-Ding-Ding
- Prima televisiva: 23 marzo 1968
- Diretto da: Ralph Levy
- Scritto da: Charles Stewart, Dick Conway

### Trama
- Guest star: Dabbs Greer (Mr. Peck), Rosemary DeCamp (zia Helen)

## Kate's Homecoming
- Prima televisiva: 30 marzo 1968
- Diretto da: Ralph Levy
- Scritto da: Charles Stewart, Dick Conway

### Trama
- Guest star: Elvia Allman (Selma Plout), Rolfe Sedan (Station Master), Kay E. Kuter (Newt Kiley), Paul Hartman (Bert Smedley), Dennis Fimple (Elwood), William Mims (sindaco Potts), Burt Mustin (Grampa Jensen), Rosemary DeCamp (zia Helen)